# 原子価結合法
量子化学において原子価結合法（げんしかけつごうほう、英: valence bond theory、略称: VB法）とは、化学結合を各原子の原子価軌道に属する電子の相互作用によって説明する手法である。

## 歴史
1916年、G. N. ルイスは、化学結合が2つの共有された結合性電子の相互作用によって形成されると提唱し、ルイス構造として分子を描写した。
1927年、量子力学的考察に基づいて水素分子 H2 の結合特性の計算を初めて可能にしたハイトラー–ロンドン理論が立てられた。具体的には、ヴァルター・ハイトラーが、共有結合を作るためにどのように2つの水素原子波動関数を合わせるかを示すために、シュレーディンガーの波動方程式（1926年）をどのように使うかを決定した。ハイトラーは同僚のフリッツ・ロンドンを呼び出し、彼らは一晩中理論の詳細を練り上げた。しかし、この水素分子の量子力学的計算には、実際には複雑な積分を計算しなければならないが、著名な The Theory of Rate Process（1941年、邦題『絶対反応速度論』）で、ヘンリー・アイリングは、この課題に初めて成功したのは杉浦義勝であると述べている。そのため、ハイトラー–ロンドン–杉浦法、またはHLS法と呼ぶこともできる。
後に、ライナス・ポーリングは共鳴（1928年）と軌道混成（1930年）というVB法における2つの重要な概念を生み出すためにハイトラー–ロンドン理論とルイスの対結合の考えを使った。また、ジョン・スレーターとライナス・ポーリングによって多原子系に拡張された。そのため、ハイトラー–ロンドン–スレーター–ポーリング法、略してHLSP法と呼ばれることもある。
著名な Valence（1952年、邦題『化学結合論』）の著者であるチャールズ・クールソンによれば、この時代が「現代原子価結合理論」の幕開けとなった。それ以前の古い原子価結合理論は本質的に、波動力学以前の用語で書かれた原子価の電子論であった。
共鳴理論は1950年代にソビエトの化学者らによって不完全であるとして批判された。

## 理論
原子価結合理論によれば、共有結合は1つの不対電子を含んでいるそれぞれの原子の半分占有された原子価軌道の重なり合いによって2つの原子間で形成される。原子価結合構造はルイス構造と似ているが、単一のルイス構造では書くことができない場合は複数の原子価結合構造が使われる。これらの各VB構造は特定のルイス構造を表わす。原子価結合構造の組み合わせが共鳴理論の要点である。原子価結合理論は、関与する原子の重なり合った原子軌道が化学結合を形成すると考える。この重なり合いのため、電子が結合領域に存在する可能性が最も高くなる。原子価結合理論は結合を弱く連結した軌道として見る。原子価結合理論は、基底状態分子において典型的にはより簡単に利用できる。内殻軌道および電子は結合の形成の間には基本的に変化しない。

2つの原子間のσ結合: 電子密度の局在化

π結合を形成している2つのp軌道

原子軌道の重なり合いにはいくつかの種類がある。σ結合は、2つの共有電子が属する軌道が頭を突き合わせて重なり合う時に起こる。π結合は、2つの軌道が互いに平行に重なり合う時に起こる 。例えば、2つのs-軌道電子間の結合は、2つの球が常に同軸であるため、σ結合である。結合次数の観点からは、単結合は1つのσ結合を持ち、二重結合は1つのσ結合と1つのπ結合から成り、三重結合は1つのσ結合と2つのπ結合を含む。しかしながら、結合のための原子軌道にはs軌道とp軌道を重ね合わせた軌道を用いることもできる。結合のために適切な特徴を持つ原子軌道を得るための手法は混成と呼ばれる。

## 水素分子の例

### 単純な近似
まず「水素原子Haの1s軌道にαスピン（上向き）の電子1」が属していて（{\displaystyle \phi _{Ha}(1)\alpha (1)}）、「水素原子Hbの1s軌道にβスピン（下向き）の電子2」が属している（{\displaystyle \phi _{Hb}(2)\beta (2)}）状態を考える。系の波動関数はこれらの積で
{\displaystyle \Psi =\phi _{Ha}(1)\alpha (1)\;\phi _{Hb}(2)\beta (2)}
である（ハートリー積）。この波動関数から得られる結合エネルギー（De ≈ 0.25 eV）と核間距離（Re ≈ 1.7 bohr）は実験結果（De = 4.746 eV、Re = 1.400 bohr）とほとんど合わない。

### 重ね合わせ
ハイトラーとロンドンは、電子の「交換」を考慮に入れる必要がある、と提案した。水素原子HaとHbが接近した時、電子1と電子2はもはや区別できない（同種粒子）ため、水素原子Haに電子2が、Hbに電子1が属した状態{\displaystyle \phi _{Ha}(2)\phi _{Hb}(1)}も等しく考慮しなければならない。そこで、電子のラベルを交換した状態を予め含んだ波動関数を作る。
{\displaystyle |a{\overline {b}}|=\phi _{Ha}(1)\alpha (1)\;\phi _{Hb}(2)\beta (2)-\phi _{Ha}(2)\alpha (2)\;\phi _{Hb}(1)\beta (1)}
この波動関数は適切なスピンの固有状態ではない。しかしながら、スピンが逆向きの{\displaystyle |{\overline {a}}b|}と混合することで2つのスピン固有状態を作ることができる。
{\displaystyle \Psi _{g}=|a{\overline {b}}|-|{\overline {a}}b|=\{\phi _{Ha}(1)\phi _{Hb}(2)+\phi _{Ha}(2)\phi _{Hb}(1)\}\times \{\alpha (1)\beta (2)-\beta (1)\alpha (2)\}}
{\displaystyle \Psi _{u}=|a{\overline {b}}|+|{\overline {a}}b|=\{\phi _{Ha}(1)\phi _{Hb}(2)-\phi _{Ha}(2)\phi _{Hb}(1)\}\times \{\alpha (1)\beta (2)+\beta (1)\alpha (2)\}}
1つ目の式は第一項と第二項が同位相で重なり、原子間に強め合う領域ができるので「結合性」、2つ目の式は逆に打ち消し合うので「反結合性」である。
このハイトラーとロンドンによる水素分子への量子力学の適用に対して、実際には複雑な積分計算が必要であり、その計算方程式の導出に成功したのが杉浦義勝であり、その結果、実測値との比較が可能となった。
適切に対称化された波動関数からはより現実的な値、De = 3.20 eV、Re = 1.51 bohrが得られる。さらに水素の1s軌道関数{\displaystyle e^{-r}}に変分パラメータ{\displaystyle \zeta }を導入して{\displaystyle e^{-\zeta r}}とし計算すると、De = 3.782 eV（ζ = 1.166）と値が改善される。

### スピン一重項状態と三重項状態
パウリの原理から電子のラベルを交換した時に波動関数の符号が変わらなければならない。したがって、結合性の{\displaystyle \Psi _{g}}は空間座標（軌道）部分が対称なのでスピン座標部分は反対称でなければならず、これを満たすスピン関数は
{\displaystyle \sigma (1,2)={\frac {1}{\sqrt {2}}}\{\alpha (1)\beta (2)-\beta (1)\alpha (2)\}}
のみである（一重項状態）。一方で反結合性の{\displaystyle \Psi _{u}}は空間座標（軌道）部分が反対称なので、スピン座標部分は対称でなければならない。これを満たすスピン関数は
{\displaystyle \alpha (1)\alpha (2)}
{\displaystyle {\frac {1}{\sqrt {2}}}\{\alpha (1)\beta (2)+\beta (1)\alpha (2)\}}
{\displaystyle \beta (1)\beta (2)}
の3つの三重項状態である。
上述したように、空間座標部分とスピン座標部分が分離できるのは1ならびに2電子系の場合のみである（スレイター行列式を参照）。

### 分子軌道法との比較
原子価結合法では「電子はある1つの原子軌道に局在化している」と考えるのに対して、分子軌道法では「電子は分子全体に非局在化した軌道に属する」と考える。
分子軌道法ではまず、原子軌道の線形結合によって結合性軌道（σ）と反結合性軌道（σ*）が作られ、次にエネルギーが低い結合性軌道にスピンが逆向き（αとβ）の2つの電子（1と2）を入れる（基底一重項状態）。
{\displaystyle \Psi _{\sigma }=\psi (1)\alpha (1)\psi (2)\beta (2)}
{\displaystyle \psi (1)}は「分子全体に広がる軌道（分子軌道）に電子1が属している状態」を表す。しかしこの関数は電子のラベルの交換に対して反対称になっていない。そこでラベルを交換した状態を予め含んだ関数を作る。
{\displaystyle \Psi _{\sigma }=\psi (1)\alpha (1)\psi (2)\beta (2)-\psi (1)\beta (1)\psi (2)\alpha (2)}（係数は省略）
この式はラベルの交換に対して反対称性を満たしている（スレイター行列式を参照）。この式は軌道部分とスピン部分に分けて
{\displaystyle \Psi _{\sigma }=\psi (1)\psi (2)\{\alpha (1)\beta (2)-\beta (1)\alpha (2)\}}
と書くことができる。
原子価結合法と比較するために、分子軌道を原子軌道の線形結合{\displaystyle \psi (1)=c\phi _{Ha}(1)+c\phi _{Hb}(1)}で表わして上の式（の軌道部分）に代入すると、
{\displaystyle \Psi _{\sigma }=c_{1}\phi _{Ha}(1)\phi _{Hb}(2)+c_{1}\phi _{Ha}(2)\phi _{Hb}(1)+c_{1}\phi _{Ha}(1)\phi _{Ha}(2)+c_{1}\phi _{Hb}(1)\phi _{Hb}(2)}
となる。上式の前半2項は原子価結合法による描写と等価であり共有結合状態を表わしている。後半2項はどちらか一方の原子に2つの電子が偏ったイオン化状態と見なせる。したがってVB法とは異なり、MO法はH2分子の個々の原子への解離を正しく計算できない。

### イオン性構造の取り入れ
上述したように原子価結合法による系の波動関数は100%共有結合的、分子軌道法による系の波動関数は50%が共有結合的、50%がイオン的である。しかし実際はその中間だと考えられる。そこで、共有結合性の構造（{\displaystyle |a{\overline {b}}|-|{\overline {a}}b|}）とイオン性の構造（{\displaystyle |a{\overline {a}}|,|b{\overline {b}}|}）を混合することで精度を改善できる。
{\displaystyle \Psi _{VB-full}=\{|a{\overline {b}}|-|{\overline {a}}b|\}+\lambda \{|a{\overline {a}}|+|b{\overline {b}}|\}}
典型的には共有結合性の構造が75%、イオン性の構造が25%である。
一方で、MO法の基底状態についての波動関数は、最適な量の反結合性配置 (σ*1s)2を混合することによって改善することができる（配置間相互作用法〔CI〕を参照）。
{\displaystyle \Psi _{MO-CI}=\Psi _{\sigma }+\mu \Psi _{\sigma \ast }}
このCI計算では、水素分子の基底状態の98.8%を{\displaystyle \Psi _{\sigma }}が、1.2%を{\displaystyle \Psi _{\sigma \ast }}が占める。

## 原子価結合法の発展
原子価結合法を第2周期以降の元素を含む分子に応用すると問題が生じる。例えばメタンの4本のC-H結合が等価であることを説明できない。なぜなら、電子が原子軌道に局在化しているならば、炭素の4つの価電子のうち1つの電子は2s軌道に、残り3つは2p軌道に属することになり等価でないからである。そこで分子を形成する際には2s軌道と2p軌道が混じり合って再分配され新しい4つの等価な軌道を生じると考える。この新しく生じた軌道が「混成軌道」と呼ばれるものである。メタンの場合s軌道1つとp軌道3つが混成軌道をつくるのでsp3混成軌道という。エチレンの炭素原子のように二重結合を持つ原子ではsp2混成軌道、アセチレンの炭素原子のように三重結合を持つ原子ではsp混成軌道を考える。
また、1,3-ブタジエンやベンゼンのような共役系を持つ分子についても問題があった。これらの分子ではπ電子の非局在化が安定化に寄与している。これは各原子に電子が局在化していると考える原子価結合法と本質的に矛盾している。これに対しては複数の極限構造間の共鳴という形で説明することになった。
原子価結合法の概念はそれまでの化学結合論の延長上にあるため当時の化学者に受け入れやすかった。しかし量子化学計算に応用するには複雑な理論となってしまった。そのため量子化学計算が盛んになってくると分子軌道法が主流となっていった。
また、酸素分子O2が実際には常磁性であるにもかかわらず、原子価結合理論では反磁性と予測されてしまう欠点などもよく知られている。この点で、分子軌道法はO2の基底状態が三重項状態、常磁性であることが自然に予測される。

## 原子価結合法の現在
現代の原子価結合法は分子軌道法を補完する。分子軌道法は分子内の2つの特定の原子間に局在した電子対という原子価結合の考えに固執せず、分子全体にわたって広がりうる分子軌道群に電子が分配されると考える。分子軌道法が磁気特性やイオン化特性を直接的に分かりやすく予測することができるのに対して、原子価結合法は似た結果を与えるがより複雑なやり方が必要である。現代原子価結合法は芳香族的特性をπ軌道のスピン結合によるものと見なす。これは本質的にはケクレ構造の間の共鳴という古い考え方のままである。対照的に、分子軌道法は芳香族性をπ電子の非局在化として見る。原子価結合の取り扱いは比較的に小さい分子に制限される。これは主に原子価結合軌道間、 ならびに原子化結合構造間の直交性の欠如のためである（それに対して分子軌道は直交している）。一方で、原子価結合法は、化学反応の経過中に結合が切断ならびに形成される時に起こる電荷の再編について分子軌道法よりもはるかに正確な描写を与える。具体的には、原子価結合法は等核二原子分子の別々の原子への解離を正しく予測するのに対して、単純な分子軌道法は原子とイオンの混合物への解離を予測する（#水素分子の例を参照）。例えば、二水素についての分子軌道関数は共有原子価結合とイオン性原子価結合を等しく混合したものであるため、2つの水素原子を引き離していった時に、分子が2つの水素原子という状態と水素陽イオンおよび陰イオンという状態が等しく混合した状態へと解離すると不正確に予測してしまう。
現代原子価結合法は、原子軌道の重なりを数多くの基底関数へ拡大された原子価結合軌道の重なりで置き換える。これらの基底関数は1つの原子を中心とした時は古典的な原子価結合描写を与えるが、分子中の全原子を中心とすることもできる。得られたエネルギーはハートリー-フォック参照波動関数に基づいて電子相関が導入された計算から得られたエネルギーに負けない精度を有する。